# Castri di Lecce
Castri di Lecce este o comună din provincia Lecce, regiunea Puglia, Italia, cu o populație de 2.789 locuitori (1 ianuarie 2023) și o suprafață de 12,95 km².

## Demografie
Castri di Lecce - evoluția demografică

|  | Graficele sunt indisponibile din cauza unor probleme tehnice. Mai multe informații se găsesc la Phabricator și la wiki-ul MediaWiki. |

Date: Recensăminte sau birourile de statistică - grafică realizată de Wikipedia